# Ses Teringades
Ses Teringades és una possessió del terme de Llucmajor, Mallorca, situada a la marina del municipi, que confronta amb les possessions de Merola, Son Boscana i Son Quartera Vell i amb el torrent d'Alfàbia. Es troba documentada amb el nom Tiringades el 1307, el 1347 i el 1371, any en el qual n'era propietari Mascaró d'Oms. El 1777 ja s'havia segregat en cinc propietats, els propietaris de les quals eren: Pere Antoni Catany, Salvador Taberner, Antoni Catany, Pere Ferretjans i Jerònia Noguera.